# Chalcides coeruleopunctatus
La lisa de Salvador (Chalcides coeruleopunctatus) es una especie de lagarto de la familia Scincidae.

## Descripción
Cuerpo esbelto y de sección cilíndrica, cabeza pequeña y poco alta, con el cuello corto e indiferenciado. Patas relativamente cortas, algo aplastadas. Dorso pardo oliváceo o cobrizo brillante, costados negruzcos, al igual que el vientre.
Especie con dimorfismo sexual, las hembras son de mayor tamaño 91,3 mm de longitud de cabeza y cuerpo y 87 mm los machos.
Especie vivípara, partos de 2 a 4 crías entre julio y septiembre.

## Hábitat
En La Gomera está presente desde el litoral hasta la cumbre, en las zonas de laurisilva y en el fayal-brezal vive en las zonas de menor cobertura. En El Hierro está presente en casi todos los hábitats, siendo más escaso en el pinar y en las zonas más áridas.

## Amenazas
Su amenaza más importante son los depredadores introducidos, como ratas y gatos. Es presa ocasional de Gallotia caesaris, del Corvus corax y de Falco tinnunculus.